# Spalangia bouceki
Spalangia bouceki är en stekelart som beskrevs av Omar, Jeffrey och Sulaiman 1991. Spalangia bouceki ingår i släktet Spalangia och familjen puppglanssteklar. Inga underarter finns listade i Catalogue of Life.